# Bordeaux (Washington)
Bordeaux az Amerikai Egyesült Államok északnyugati részén, Washington állam Thurston megyéjében elhelyezkedő önkormányzat nélküli település.
Bordeaux postahivatala 1903 és 1942 között működött. A település nevét Thomas Bordeaux üzletemberről kapta.
A helység ma magánterületen fekszik.

## Fordítás
- Ez a szócikk részben vagy egészben  a   Bordeaux, Washington című angol Wikipédia-szócikk ezen változatának fordításán alapul.  Az eredeti cikk szerkesztőit annak laptörténete sorolja fel. Ez a jelzés csupán a megfogalmazás eredetét és a szerzői jogokat jelzi, nem szolgál a cikkben szereplő információk forrásmegjelöléseként.